# Добрынино (Владимирская область)
Добрынино — деревня в Собинском районе Владимирской области, входит в состав Толпуховского сельского поселения.

## География
Деревня расположена на берегу реки Колокша в 4 км на северо-запад от центра поселения деревни Толпухово и в 20 км на север от райцентра города Собинка.

## История
Деревня Добрынино впервые упоминается в писцовых книгах 1622 года вместе с селом Ставровом.
В конце XIX — начале XX века деревня входила в состав Ставровской волости Владимирского уезда. В 1859 году в деревне числилось 64 двора, в 1905 году — 107 дворов, в 1926 году — 69 хозяйств и начальная школа.
С 1929 года деревня являлась центром Добрынинского сельсовета Ставровского района, с 1932 года — в составе Собинского района, с 1945 года — вновь в составе Ставровского района, с 1965 года — в составе Собинского района, с 1976 года — в составе Толпуховского сельсовета, с 2005 года — в составе Толпуховского сельского поселения.

## Население
| 1859 | 1905 | 1926 | 2002 | 2010 | 2021 |
| ---- | ---- | ---- | ---- | ---- | ---- |
| 452  | ↗574 | ↘302 | ↘94  | ↘81  | ↗90  |